# Берёзовская ГРЭС (Россия)
Берёзовская ГРЭС — тепловая электростанция (ГРЭС) в городе Шарыпово Красноярского края России. Использует уголь Берёзовского месторождения Канско-Ачинского бассейна в 14 км от станции. Входит в состав энергетической компании ПАО «Юнипро» с 2016 года.
ГРЭС является градообразующим предприятием города Шарыпово. До 2006 года именовалась Берёзовская ГРЭС-1.

## Собственники и руководство
ГРЭС с 2006 года входит в состав ОГК-4.
Она стала единственной электростанцией федерального уровня, включённой в состав ОГК-4 (другие ГРЭС были выделены из состава региональных энергокомпаний), контрольный пакет акций которой принадлежит немецкому концерну E.ON. 8 июля 2011 года произошла смена фирменного наименования ОАО «ОГК-4» на ОАО «Э.ОН Россия» (JSC «E.ON Russia»). 26 июня 2016 года переименовано в ПАО «Юнипро»
Установленная мощность электростанции составляет 2 420 МВт (1 энергоблок 820 МВт, 2 энергоблока по 800 МВт).
Тепловая мощность станции — 893 Гкал/час.

## Показатели деятельности
В 2001 году Березовская ГРЭС одной из первых среди электростанций РАО «ЕЭС России» стала торговать сверхплановой электроэнергией на ФОРЭМ. Станция сбывала от 8 до 25 % выработанной электроэнергии через систему торгов и пулов.
В 2003 году станция была признана самой экономичной среди угольных станций России — в 2005 году отпускная цена одного произведенного на станции кВт·ч составляла 22,4 коп. С момента запуска станция выработала более 100 млрд кВт·ч электроэнергии, средний коэффициент КИУМ ТЭС составляет ≈71,7 %, в зимний период максимальных нагрузок — приблизительно 85 %.
По итогам 2004 года станция была награждена престижной Всероссийской премией «Национальный Олимп». В этом же году Березовская ГРЭС стала лауреатом Всероссийского конкурса «Российская организация высокой социальной эффективности».
| Показатель                           | 2004 | 2005 | 2006 | 2007 | 2008   | 2009 | 2010 |
| ------------------------------------ | ---- | ---- | ---- | ---- | ------ | ---- | ---- |
| Выработка электроэнергии (млн кВт•ч) | 6197 | 6675 | 6921 | 8529 | 10 821 | 9425 | 9288 |
| Выработка теплоэнергии (тыс ГКал)    | 788  | 781  | 727  | 673  | 725    | 736  | 1016 |

| Показатель                           | 2011   | 2012   | 2013   | 2014 | 2015 | 2016 | 2017 | 2018 | 2019  | 2020  | 2021 |
| ------------------------------------ | ------ | ------ | ------ | ---- | ---- | ---- | ---- | ---- | ----- | ----- | ---- |
| Выработка электроэнергии (млн кВт•ч) | 11 738 | 10 738 | 10 020 | 9049 | 8971 | 7057 | 6458 | 5495 | 6 492 | 4 339 | 4504 |
| Выработка теплоэнергии (тыс ГКал)    | 694    | 731    | 697    | 714  | 634  | 660  | 650  | 713  | 647   | 592   | 626  |

| Показатель                           | 2020  | 2021 | 2022   | 2023   |
| ------------------------------------ | ----- | ---- | ------ | ------ |
| Выработка электроэнергии (млн кВт•ч) | 4 339 | 4504 | 10 941 | 10 855 |
| Выработка теплоэнергии (тыс ГКал)    | 592   | 626  | 571    | 569    |

Станция не оборудована градирнями — для охлаждения используется Берёзовское водохранилище на реке Береш (подбассейн Чулыма, бассейн Оби). Топливо — местные угли Берёзовского месторождения Канско-Ачинского бассейна. Бурый уголь поступает из разреза на ГРЭС по транспортёру длиной 14 км. Годовое количество золошлаковых отходов — около 180 тыс. т. Шлакоудаление твёрдое, отходы гидравлическим способом перекачиваются в золоотвал, состоящий из трёх секций. Основными компонентами золы являются:
- CaO — 36 %,
- SiO2 — 31 %,
- Al2O3 — 13 %.

Содержание свободного CaO около 10 %.

### Уникальные особенности станции
По состоянию на 2000-е годы Березовская ГРЭС является одной из самых молодых и уникальных тепловых электростанций в России:
- Дымовая труба станции высотой 370 метров является самым высоким промышленным объектом в стране и держит пальму первенства по настоящее время[4][11].
- На Березовской ГРЭС впервые в России был освоен паровой пылеугольный котел новой конструкции (подвесной, однокорпусный, Т-образный компоновки). При монтаже котла было применено нестандартное решение подвески котла к специальным хребтовым балкам. Производительность котла 2650 т⁄час на закритические параметры, изготовлен на Подольском машиностроительном заводе[4].
- ГРЭС вошла в историю нетрадиционной схемой поставки топлива. Бурый уголь поступает на станцию напрямую с Березовского месторождения Канско-Ачинского бассейна с разреза «Березовский-1» двумя 14-километровыми открытыми конвейерами. При проектной производительности разреза в 55 млн тонн угля в год, за час на ГРЭС поступает 4400 тонн угля.
- На этой станции впервые использована новая система пылеприготовления для сжигания в котле — восемь мельниц-вентиляторов, расположенных симметрично вокруг котлоагрегата, напрямую вдувают угольную пыль в топку.

## История
Работы по созданию станции начались с того, как в 1975 году Министерством энергетики СССР был издан приказ № 11а «О подготовительном периоде строительства Берёзовской ГРЭС-1».Через два года, в 1977, был утверждён технический проект Берёзовской ГРЭС, и уже на следующий год началось строительство первой очереди станции.
16 марта 1979 года появилось постановление Совмина СССР о создании Канско-Ачинского топливно-энергетического комплекса, была создана одноименная Всесоюзная комсомольская ударная стройка. Березовская ГРЭС получила название «Первенец КАТЭКА». Строительство гидротехнических сооружений началось в 1981 году.
По состоянию на 1985 год монтаж главного корпуса был выполнен на 80 %, в том же году было завершено бетонирование ствола дымовой трубы высотой 370 метров. В апреле 1990 года подписан акт о приемке в эксплуатацию второго блока.
В 2022 году на станции отмечался 35-летний юбилей с момента пуска первого энергоблока станции.
С 1 июля 2022 года энергоблок №3 Березовской ГРЭС включен в реестр предельных объемов поставки мощности генерирующего оборудования со значением установленной мощности 810 МВт, таким образом, установленная мощность станции теперь составляет 2410 мВт.
С 1 октября 2023 года установленная мощность энергоблока №3 увеличена до 820 МВт.

### Модернизация 2010—2011 годов
Номинальная мощность блоков составляет 800 МВт, но в связи с шлакованием экранов топочной камеры, загрязнением и заносом части конвективных пароперегревателей, расположенных в конвективной шахте, длительная максимальная нагрузка энергоблоков не превышала 750 МВт. Повышение бесшлаковочной мощности блоков Березовской ГРЭС до 800 МВт при сжигании угля было возможно только при обеспечении очистки всех поверхностей нагрева. Модернизация существующих энергоблоков ОАО «Березовская ГРЭС» была разработана немецкой фирмой «Клайд Бергеманн ГмбХ» и включала в себя установку следующего оборудования:
- аппараты системы диагностики шлакования и автоматического управления, являются новейшими разработками фирмы;
- дальнобойные аппараты, которые позволяют существенно упростить систему очистки топочных экранов и обеспечить равномерную очистку;
- глубоко выдвижные и многосопловые аппараты паровой обдувки.

Внедрение новой системы очистки поверхностей нагрева одного котлоагрегата позволило в два раза снизить затраты на очистку котла (с 1,9 млн руб. до 0,8 млн руб.) и уменьшило время остановки до 15 дней. Кроме того, КПД котла возрос на 1 %, что привело к экономии 16,15 тыс. т угля в год. Таким образом, дополнительная выручка от реализации электроэнергии составила 41,1 млн руб. в год, а условно-переменные затраты снизились на 7,09 млн руб. в год.
Модернизация существующих блоков увеличила мощность станции до 1600 МВт. В 2010 году мощность энергоблока № 2 после модернизации была увеличена на 50 МВт — с 750 МВт до 800 МВт. Модернизация энергоблока № 1 была завершена в 2011 году.

### 3-й энергоблок
Строительство третьего энергоблока было начато ещё в конце 1980-х годов. В 1992 году были доставлены части паровой турбины К-800-240. Начался монтаж, работы были выполнены более чем наполовину, но в 1995 году строительство энергоблока было заморожено из-за сложной экономической ситуации. В 2011 году работы по возведению блока возобновлены в соответствии с договором, заключённым между ОАО «ОГК-4» и ЗАО «Энергопроект». В начале июня 2015 года был проведён пробный розжиг котлоагрегата. Третий энергоблок введён в строй 22 сентября 2015 года. После завершения программы развития станции установленная мощность должна составить 2320-2400 МВт.

#### Пожар на 3-м энергоблоке 1 февраля 2016
В 03:48 (мск.) в Шарыповском районе, на территории Березовской ГРЭС, произошло возгорание на блоке № 3. На тушение пожара привлекалось 341 человек, 98 единиц техники, из них от МЧС России 257 человек, 84 единицы техники. В результате пожара наибольший ущерб был нанесен металлоконструкции котла, значительная часть которого подлежит замене.
Компания может потерять значительную часть платы за мощность по 3-му блоку Березовской ГРЭС с момента аварийного останова. Дополнительные штрафы в соответствии с договором о предоставлении мощности не предусмотрены.
На 2019 год блок все еще не запущен, оценочная дата пуска 2020 год. Страховые выплаты составили 26 млрд рублей, суммарные убытки в связи с пожаром достигли 60 млрд рублей.
Запуск третьего энергоблока Березовской ГРЭС (Красноярский край) перенесен на первый квартал 2021 
9 апреля 2021 года в 07 ч 39 мин по красноярскому времени, на энергоблоке №3 Березовской ГРЭС завершились испытания под нагрузкой с выдачей электроэнергии в Единую энергетическую систему России. В рамках данной программы были выполнены все необходимые испытания, подтвердившие значение максимальной располагаемой мощности 800 МВт. Испытания показали готовность третьего блока Березовской ГРЭС к эксплуатации. Таким образом ПАО «Юнипро» завершило ремонтно-восстановительные работы на энергоблоке №3 Березовской ГРЭС после пожара, произошедшего в 2016 году.

## Действующие энергоблоки
| № энергоблока               | 1 (800 МВт)             | 2 (800 МВт)             | 3 (820 МВт)          |
| Ввод в эксплуатацию         | 1987                    | 1990                    | 2015                 |
| --------------------------- | ----------------------- | ----------------------- | -------------------- |
| Котлоагрегаты: Тип/мощность | П-67/2650 т/ч           | П-67/2650 т/ч           | П-67/2650 т/ч        |
| Турбоагрегаты: Тип/мощность | К-800-240-5/800 МВт     | К-800-240-5/800 МВт     | К-800-240-5М/800 МВт |
| Генераторы: Тип/мощность    | ТВВ — 800 −2Y 3/800 МВА | ТВВ — 800 −2Y 3/800 МВА | ТВВ-800-2Y 3/800 МВА |

## Перспективы развития
Первоначальный проект станции предполагал введение пяти дополнительных блоков по 800 МВт, что должно было довести общую установленную мощность до 6400 МВт и могло потребовать строительства ещё одной дымовой трубы, которая по высоте должна была быть схожей с уже существующей. Планы дальнейшего развития ГРЭС были обусловлены низкой себестоимостью вырабатываемой ей электроэнергии и значительными запасами угля разреза «Березовский-1» (в целом по бассейну ≈140-200 млрд т бурого угля). Объективно сдерживающими факторами являются: обилие гидроресурсов в регионе с более низкой себестоимостью производства электроэнергии и ограниченная пропускная способность электросетей Сибири. ОАО «ОГК-4» производит расширение теплофикационных сетей ГРЭС в целях увеличения её роли в качестве теплоцентрали (ТЭЦ).

## Интересные факты
- В рамках советского проекта КАТЭК предполагалось построить всего восемь угольных станций, каждая мощностью 6400 МВт[27].[нет в источнике]
- В период дефицита наличных денежных средств, осенью 1992 года, Берёзовской ГРЭС было выпущено собственное платежное средство — «Платежное средство Берёзовской ГРЭС-1», которое применялось на территории в сети собственных столовых, магазинов, предприятий и иных служб быта. В указанный период электростанция насчитывала около 4 тысяч работников. Платежное средство выглядело как полоска бумаги, с размерами 15 см на 4,5 см. Расположение надписей и рисунков напоминало копирование советских и российских денег. Были выпущены купюры номиналом 5, 10, 50, 100, 500 и 1000 единиц. На купюрах была изображена Березовская ГРЭС-1 и стояли подписи директора О. Е. Шапошникова и главного бухгалтера В. В. Чешинской, а также содержали надпись: «Обязательно к приему в торговых точках, обслуживающих Березовскую ГРЭС». Также любопытно, что в народе данное платежное средство получило название «Чешинки» по фамилии главного бухгалтера. Согласно данным бухгалтерии ГРЭС, информация о количестве выпущенных купюр являлась конфиденциальной и не подлежала разглашению.[30]